# Fantasía urbana
Fantasía urbana (Urban fantasy, en inglés) es un subgénero de fantasía en el que la narración tiene lugar en un entorno urbano. Las obras de fantasía urbana se establecen principalmente en el mundo real y contienen aspectos de la fantasía, como la llegada de razas alienígenas, el descubrimiento de criaturas mitológicas, la convivencia o conflicto entre humanos y seres paranormales, y otros cambios drásticos en la vida de una ciudad. El escenario contemporáneo no es estrictamente necesario para una obra de fantasía urbana: obras del género también pueden tener lugar en entornos futuristas e históricos, reales o imaginarios.

## Historia
El término urban fantasy había estado en uso en la impresión desde el siglo XX. Sin embargo, en ese momento el término describía una característica de algún objeto o lugar. Por ejemplo, en el libro de Horst Schmidt-Brummer de 1973 sobre Venecia, California, agrega el subtítulo "Una fantasía urbana", para denotar la nostalgia por lo que él siente es una falta de apreciación por la singularidad de la ciudad. Y en varios anuncios del The New York Times de 1928 a 1930 para el hotel St. Regis, el término parece implicar que el entorno del hotel es una especie de paraíso: "Nunca fue una fantasía urbana tan encantadora...".
El término comenzó a describir un estilo de ficción solo a finales de los años 1980 y principios de los noventa.
El universo de Terri Windling de Borderlands, lanzado a mediados de los años 80, es promocionado por Neil Gaiman como "uno de los lugares más importantes donde comenzó la fantasía urbana", y Tor.com explica: "Algunos dicen que el 'urban fantasy' nació en Bordertown, lo que proporcionó a jóvenes escritores iniciales como Charles de Lint y Emma Bull una plataforma para este nuevo género".
Varias publicaciones y escritores han citado a los autores Laurell K. Hamilton y Kim Harrison como contribuyentes notables al género. Entertainment Weekly, USA Today, y Time han reconocido la longevidad y la influencia de las historias de Hamilton, mientras que The New York Times y Amazon.com han observado el trabajo de Kim Harrison. La autora Courtney Allison Moulton ha citado los primeros trabajos de Hamilton entre sus inspiraciones. Kelly Gay ha notado a Hamilton, Harrison y Emma Bull como influencias primarias.

## Novelas

### Ficción para adultos
Muchas novelas de fantasía urbana dirigidas a los adultos son contadas a través de una narración en primera persona, y a menudo cuentan con seres mitológicos, romance y protagonistas femeninos que están involucradas en la aplicación de la ley o el vigilantismo. Laurell K. Hamilton con la saga literaria de Anita Blake — que sigue las investigaciones de una agente federal que investiga casos sobrenaturales — ha sido llamado un trabajo sustancial e influyente del género. Kim Harrison con las novelas de Rachel Morgan, también considerados como obras inspiradas, cuentan con una "bruja" "witch-born" cazarrecompensas que lucha contra numerosos enemigos sobrenaturales. La saga de Charlie Madigan, por Kelly Gay, explora los desafíos que enfrenta una oficial de policía mientras trata de equilibrar sus investigaciones de casos paranormales con su vida como madre soltera.
Además de libros que presentan personajes en gran parte independientes, algunas historias cuentan con hombres y mujeres que regularmente se asocian en aventuras, a menudo con un elemento romántico subyacente. La saga Jaz Parks, por Jennifer Rardin, sigue al agente titular de la CIA y su jefe vampiro mientras combaten amenazas sobrenaturales a la seguridad nacional. Las novelas Dark Days de Jocelyn Drake siguen a una vampiresa llamada Mira y un cazador de vampiros llamado Danaus, que trabajan juntos para proteger a su gente de un enemigo mutuo. Night Huntress, por Jeaniene Frost, se centra en una dhampiro llamada Catherine y un cazador de vampiros llamado Bones, que gradualmente se convierten en amantes mientras luchan contra los no-muertos.

### Ficción adolescente
En contraste con los "héroes profesionales" que se encuentran en las novelas urbanas de fantasía para adultos, muchas novelas dirigidas a jóvenes adultos siguen a protagonistas inexpertos que inesperadamente se ven envueltos en luchas paranormales. En medio de estos conflictos, los personajes a menudo ganan aliados, encuentran romance y, en algunos casos, desarrollan o descubren habilidades sobrenaturales propias. De las novelas de Kelley Armstrong The Darkest Powers, un grupo de adolescentes con talentos paranormales huyen de una banda persistente de científicos. Gone, por Michael Grant, sigue una ciudad aislada en la cual los adultos han desaparecido misteriosamente, dejando una sociedad de chicos con poderes detrás. In Unearthly, por Cynthia Hand, una chica descubre que ella es parte ángel y dotada de habilidades sobrehumanas, llevándola a buscar su propósito en la Tierra.
The Immortals, por Alyson Noël, sigue a una chica que gana habilidades especiales tras recuperarse de un accidente, y también se acerca más a un nuevo misterioso muchacho en su escuela. Los triángulos amorosos también desempeñan un papel prominente en estas y otras novelas de fantasía urbana. Los temas de las edades y las voces de los adolescentes también distinguen a menudo la fantasía urbana de jóvenes adultos de los libros de adultos en el género.
Los internados son un escenario común en la fantasía urbana adolescente. Rampant, de Diana Peterfreund, sigue a un grupo de mujeres jóvenes en un claustro mientras entrenan para luchar contra los unicornios asesinos. La saga literaria de House of Night, de P. C. y Kristin Cast, presenta una escuela donde los futuros vampiros son disciplinados mientras se encuentran en el camino de la transformación, durante el cual surgen varios conflictos románticos y otros enfrentamientos. Con la saga de Claudia Gray Evernight se centra en una academia misteriosa, donde un vínculo romántico se desarrolla entre una chica nacida con vampiros, y un chico que los persigue. Fallen, por Lauren Kate, gira alrededor de una estudiante llamada Luce que se encuentra atraída por un muchacho llamado Daniel, sin saber que es un ángel caído que comparte una historia con ella. Otras novelas, tales como el de Carrie Jones con Need, tienen personajes moviéndose a nuevas ubicaciones pero asistiendo a escuelas públicas mientras descubren misteriosos acontecimientos en otras partes de sus ciudades.

### Distinción con el romance paranormal
En un comentario en línea, la autora Jeannie Holmes describió las diferencias entre la fantasía urbana y el romance paranormal:

Los dos comparten el 90% de su ADN de género. Sin embargo, las principales diferencias son las siguientes: La fantasía urbana se centra en un tema fuera de una relación romántica entre dos personajes. El romance paranormal se centra en una relación romántica entre dos personajes y cómo las fuerzas externas afectan esa relación. La mejor prueba de fuego para determinar si una historia es una fantasía urbana o un romance paranormal es hacer la siguiente pregunta: "Si el romance entre el personaje A y el personaje B fuera eliminado, ¿la trama seguiría siendo una historia viable? Si la respuesta es "sí", lo más probable es que sea una fantasía urbana. Si la respuesta es "no", es más probable romance paranormal.

### Productos licenciados
El uso de productos licenciados se ha convertido en una parte común de la promoción de obras de fantasía urbana.

#### Música
Varios autores de fantasía urbana citan la música como inspiración. Algunos escritores recomiendan canciones o listas de reproducción en sus sitios web oficiales, entre ellos Courtney Allison Moulton, Jaye Wells y Sarah J. Maas, que unen sus recomendaciones con enlaces a servicios de música. Los editores también han utilizado música para tráileres de libros, incluyendo el tráiler de Carrie Jones con Captivate, que cuenta con el trabajo del compositor  Derek Daisey.
También se produce música original. En 2010, los músicos Alexandra Monir, Michael Bearden y Heather Holley (una compositora de Christina Aguilera (Stripped)) colaboraron para crear canciones para la novela de debut de , Timeless.

#### Video
Los tráileres de libros se utilizan a menudo para promover las novelas de fantasía urbana.  Editores tales como HarperCollins también producen entrevistas regulares del vídeo con los autores que debutan.

#### Cómics y mangas
Las adaptaciones de novelas urbanas de fantasía han aparecido en cómics y mangas. Entre los cuentos para ser adaptadas son las novelas de Laurell K. Hamilton con Anita Blake, las historias de Mercy Thompson de Patricia Briggs, and Melissa Marr's Wicked Lovely. La serie original del manga que ocurre en ubicaciones urbanas de fantasía incluye a  Q Hayashida Dorohedoro y Yasuhiro Nightow Blood Blockade Battlefront.